# Stefano Maguolo
Stefano Maguolo (Venezia, 31 gennaio 1961) è un ex cestista italiano.

## Carriera
Ha giocato in Serie A1 e Serie A2 dal 1976 al 1993. Ha giocato con il Basket Mestre, la I&B Bologna, la Cagiva Varese, la Sharp Montecatini, la Stefanel Trieste, la Libertas Livorno, la Kleenex Pistoia e la Pulitalia Vicenza.
È cresciuto nelle giovanili del Basket Mestre, con cui ha debuttato in Serie A2 nel 1976. Nella sua carriera ha disputato 5 stagioni in Serie A1 (una a Bologna, due a Varese, una a Livorno ed una a Pistoia).